# Berendrechtsluis
Die Berendrechtsluis (deutsch: Berendrechtschleuse) in Antwerpen ist eine Seeschleuse im Hafen von Antwerpen. Sie verbindet den Hafenabschnitt Kanaaldok B2 und die daran angrenzenden Hafenabschnitte mit der Schelde, an deren rechtem Ufer sie liegt. Mit einer Länge von 500 Metern und einer Breite von 68 Metern war sie seit ihrer Fertigstellung im Jahr 1989 lange Zeit die größte Schleuse der Welt. Namensgeber ist die östlich des Kanaaldok gelegene Ortschaft Berendrecht, die heute Teil des nördlichen  Stadtbezirks Berendrecht-Zandvliet-Lillo von Antwerpen ist.

## Schleuse
Die Berendrechtsluis wurde ab 1982 am rechten Scheldeufer als Erweiterung der aus den 1960er Jahren stammenden Zandvlietsluis gebaut. Durch den neuen parallelen Zugang zum Kanaaldok entstand eine Doppelschleuse, wobei, bei gleicher Schleusenkammerlänge von 500 Metern, die Breite bei der Berendrechtsluis von 57 auf 68 Meter erhöht wurde. Die Drempeltiefe beträgt wie bei der Zandvlietsluis 13,5 Meter. Die Schleuse ist mit vier 22,7 Meter hohen und 69,7 Meter langen Stahl-Schiebetoren von je 1500 Tonnen Gewicht ausgestattet. Am 16. April 1989 passierte mit dem Massengutfrachter Main Ore das erste Schiff die Schleuse.
Die Berendrechtsluis war bis zur Fertigstellung der Kieldrechtsluis am linken Scheldeufer 2016 die größte der Welt. Bei ansonsten gleicher Länge und Breite ist diese etwa vier Meter tiefer und war bis zur Eröffnung der Seeschleuse IJmuiden 2022 die weltweit größte Schleuse.

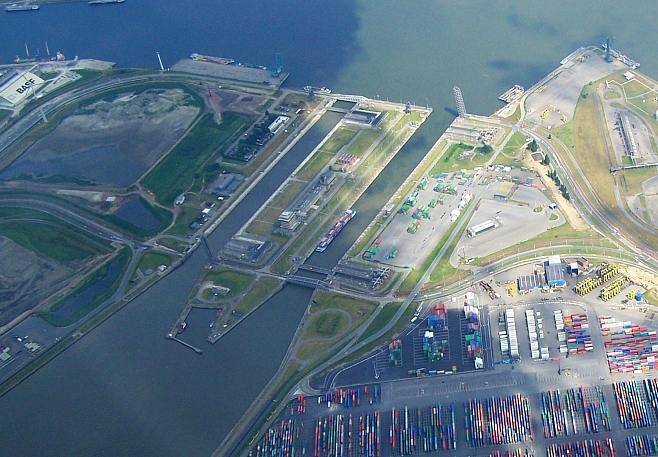
Rechts die Berendrechtsluis und links die Zandvlietsluis
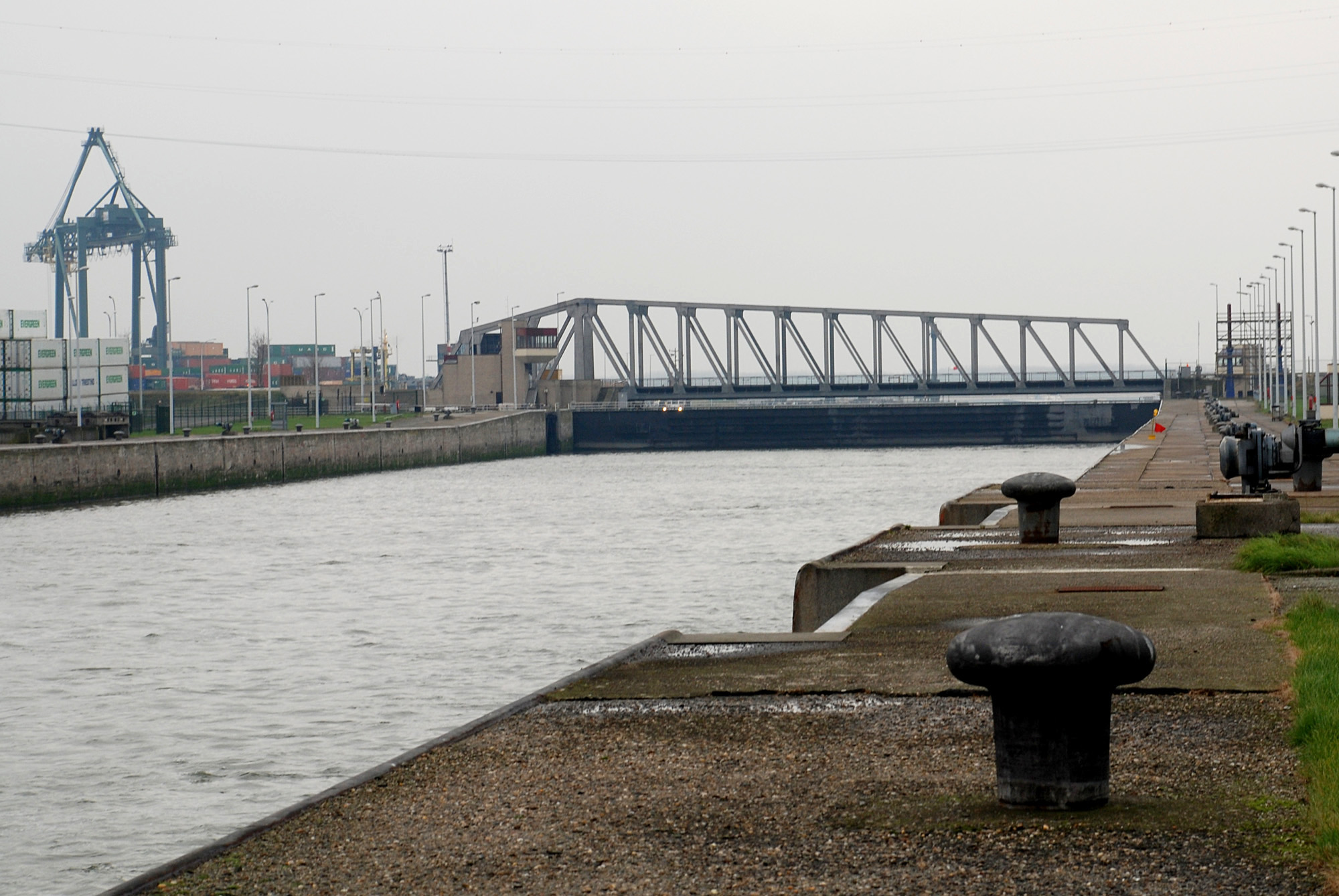
Blick auf die Klappbrücke Oudendijkbrug an der Westseite der Schleuse zur Schelde
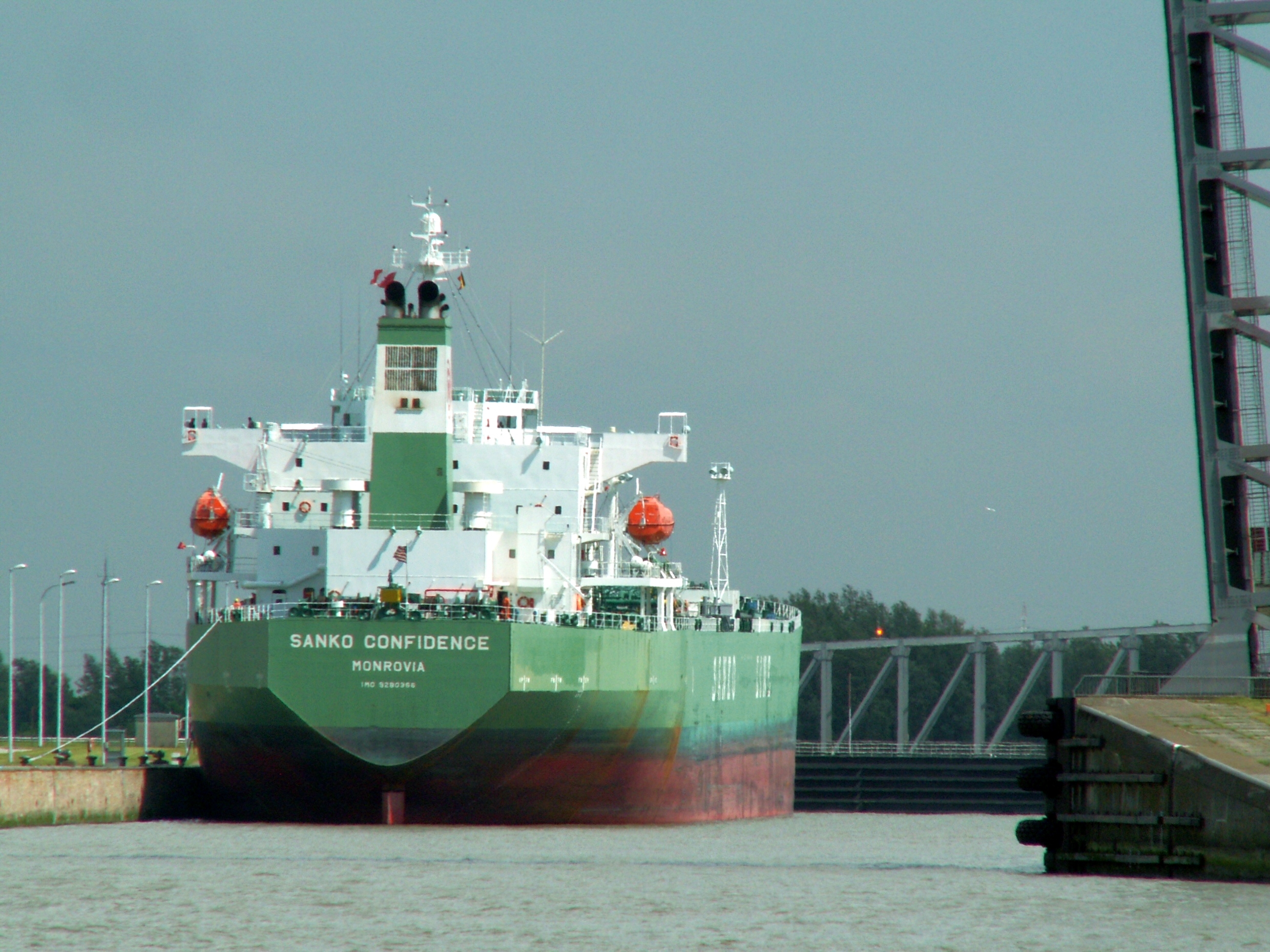
Der Öltanker Sanko Confidence in der Schleuse, im Hintergrund die  Berendrechtbrug
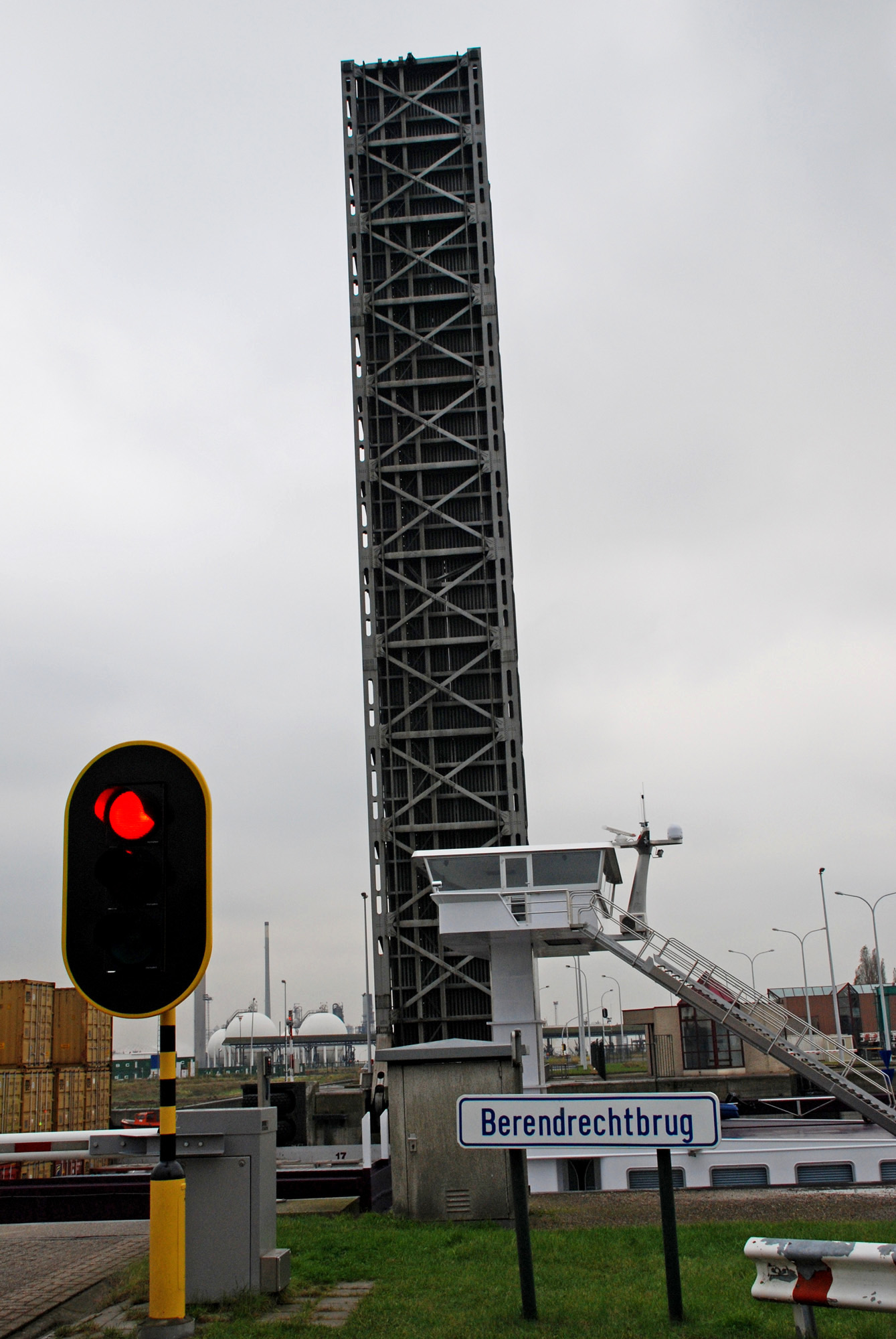
Die geöffnete Klappbrücke Berendrechtbrug an der Ostseite der Schleuse zum Kanaaldok

## Brücken
An beiden Schleusenköpfen wurde je eine Klappbrücke installiert. Jede Brücke führt zwei Fahrstreifen sowie ein in die Fahrbahn eingelassenes Eisenbahngleis. Die baugleichen Brücken sind einflügelige Zapfenbrücken mit tiefliegendem Gegengewicht. Die etwa 97 Meter langen und 10 Meter breiten Brückenträger (Klappen) sind als Ständerfachwerke mit untenliegender Fahrbahn ausgeführt. Die Stahlkonstruktionen wiegen je 1189 Tonnen und haben eine Spannweite zwischen den Achsen der Drehzapfen und dem Klappenende von 74 Metern. Jede Klappbrücke ist mit einem 1283 Tonnen schweren Gegengewicht ausbalanciert und wird über je zwei 7500-kN-Hydraulikzylinder angetrieben. Die Senkgruben der Gegengewichte (Klappbrücken-Keller) sind jeweils auf der Südseite, wo sich auch die Kammern für die Schleusentore befinden. Die Oudendijkbrug an der Westseite der Schleuse (zur Schelde) wurde 1985 fertiggestellt und die Berendrechtbrug an der Ostseite der Schleuse (zum Kanaaldok) 1989.